# Lai
Lai – starofrancuska forma pieśni lirycznej,  najczęściej o tematyce miłosnej, wywodząca się z pieśni celtyckich. Uprawiano ją z zamiłowaniem w Bretanii, z typowym dla truwerów wykonywaniem z towarzystwem instrumentu.
Termin lai jest pochodzenia celtyckiego (laid w irlandzkim). W języku francuskim użył go po raz pierwszy normandzki kronikarz Wace (1155) w swym tłumaczeniu łacińskiej Historii królów Brytanii (1135) Galfreda z Monmouth. Początkowo były to pieśni o charakterze lirycznym, w których krótki element narracyjny był podawany na wstępie jako objaśnienie. Na francuskich dworach lais były śpiewane przez wędrownych rybałtów normandzkich przy akompaniamencie małej harfy, cytry, rzadziej fletu lub gęślików.
Lai miała najczęściej formę poematu (60, 100 lub więcej 4-8-sylabowych wersów) złożonego ze strof o różnej budowie wersyfikacyjnej, z wyjątkiem pierwszej i ostatniej – o identycznym typie wiersza. Z czasem lai przekształciła się w formę narracyjną, gdzie tematyka często obejmowała epizody z opowieści o królu Arturze oraz rycerzach Okrągłego Stołu. 
Gatunek ten cieszył się popularnością w drugiej połowie XII wieku lecz i później; uprawiany m.in. przez Marie de France i Guillaume'a de Machaut.